# Памятник погибшим байкерам
Памятник погибшим байкерам (укр. Пам'ятник загиблим Байкерам) — памятник погибшим байкерам, установленный на обочине трассы E95 (M05) возле города Белая Церковь.

## Описание
Памятник представляет бронзовую скульптуру юноши-байкера, летящего на мотоцикле. Сама скульптура установлена на 11,5-метровом столбе на высоте 7,5 метров над землёй. Вес скульптуры — около 1000 кг, ширина — 4 метра, масштаб — 1:1,5. На вершине столба установлен небольшой крест.
На памятнике отсутствуют надписи.

## Создание
Для сбора средств на установку памятника был создан благотворительный Фонд «Память погибшим байкерам» (укр. Пам’ять загиблим байкерам). Памятник создал байкер Антон Маслик. Сборка памятника проходила в городе Вишнёвое. Открытие памятника было назначено через неделю после байк-шоу Тарасова Гора.